# Pictarena
Pictarena, novi rod mahunarki iz tribusa Amorpheae, dio potporodice Faboideae, nastao izdvajanjem jedne vrste iz roda Errazurizia.. Endem iz Arizone.

## Povijest roda
Errazurizia (Fabaceae) je rod koji se sastoji od četiri vrste pustinjskih grmova Novog svijeta s dvosmislenom evolucijskom poviješću. Prethodne studije su pokazale da su sjevernoameričke vrste Errazurizia polifiletične, a odnos E. rotundata s drugim rodovima u plemenu Amorpheae ostao je neodređen. Jedina južnoamerička vrsta, koja je ujedno i tipska vrsta, nikada nije bila uključena u molekularnu studiju. Stručnjaci su zaključili filogenetske odnose Errazurizia i šest blisko povezanih rodova koristeći podatke iz cpDNA genoma i nrDNA cistrona iz referentnih vođenih skupova. Maksimalna vjerojatnost i Bayesove analize otkrile su da su dvije sjevernoameričke i južnoameričke vrste bile monofiletske skupine, ali da je E. rotundata bila sestra monotipskog roda Parryella. Karakteristike površine žlijezda i peludi potvrđuju blisku vezu između P. filifolia i E. rotundata. Citonuklearna neskladnost dala je djelomično nekongruentne topologije stabala, i dok je cpDNA filogenija ukazivala da je monofiletska amorfa sestrinska klasu E. rotundata i P. filifolia, filogenija nrDNA cistrona otkrila je parafiletsku amorfu, s A. californica sestrom E. rotundata i P. filifolia kladom. Molekularni i morfološki dokazi podupiru uzdizanje E. rotundata u vlastiti monotipski rod, Pictarena. Novi rod Pictarena definiran je podsjedećim, suborbikularnim listićima, mamiformnim lisnim žlijezdama, šiljastim cvatovima i cvjetovima bez svih latica ili rijetko s praporčastom laticama. Uzdizanje E. rotundata u Pictarena razrješava zbunjujuću klasifikaciju vrste, ugroženog endema poznatog samo iz četiri lokaliteta u sjevernoj Arizoni i daje potporu kontinuiranom očuvanju.

## Sinonimi
- Errazurizia rotundata (Wooton) Barneby; Leafl. West. Bot. 9: 210 (1962), in adnot.
- Parryella rotundata Wooton; Bull. Torrey Bot. Club, 457 (1898)